# Liste der badischen Finanzminister
Liste der badischen Finanzminister
Am 30. April 1804 errichtete der damalige Kurfürst Karl Friedrich ein eigenes Finanz-Collegium. Mit Landesherrlicher Verordnung vom 21. November 1804 wurden die Aufgaben des Finanz-Collegiums festgelegt.
Seit 20. März 1807 gab es ein Finanzdepartement. 
Mit Landesherrlicher Verordnung vom 5. Juli 1808 wurde die bisherige Collegial-Form der Departemente aufgehoben und die Ministerverantwortlichkeit eingeführt. Das Departement der Finanzen wurde eines der fünf Ministerialdepartements. Der Geschäftskreis des Ministerialdepartements wurde in dieser Verordnung ebenfalls festgelegt.
Durch das Organisationsreskript vom 26. November 1809 wurde im Großherzogtum erstmals ein Finanzministerium geschaffen. Die Aufgaben des Ministeriums wurden ausführlich in Beilage Lit. F zum Organisationsreskript beschrieben.

## Liste 1803–1945
- 1803–1805: Christian Heinrich Gayling von Altheim
- 1805–1806: Markgraf Ludwig[11]
- 1806–1806: Christoph Albrecht von Seckendorff (ab Mai nur wenigen Wochen)[12]
- 1806–1808: Karl Friedrich Reinhard von Gemmingen; ohne formelle Ernennung
- 1808–1809: Emmerich Joseph von Dalberg provisorischer Finanzminister (Juni 1808/8. Juli 1808   bis März 1809  )
- 1809–1810: Bernhard Friedrich von Türckheim
- 1810–1812: Christian Heinrich Gayling von Altheim
- 1812–1814: unbesetzt
- 1814–1815: Christoph Albrecht von Seckendorff (Februar 1814 bis Mai 1815)
- 1815–1817: unbesetzt; Geschäftsführung Ernst Philipp von Sensburg
- 1817–1819: provisorische Leitung des Ministeriums durch Staatsrat Sigismund von Dawans[13]
- 1819–1821: Karl Friedrich von Fischer
- 1821–1844: Christian Friedrich von Boeckh – 1821 bis 1828 als Staatsrat Leiter des Finanzministeriums, danach Minister der Finanzen
- 1844–1848: Franz Anton Regenauer
- 1848–1849: Karl Georg Hoffmann
- 1849: Amand Goegg – Revolutionsregierung
- 1849: Karl Friedrich Heunisch – Revolutionsregierung
- 1849–1860: Franz Anton Regenauer
- 1860–1866: Vollrath Vogelmann
- 1866–1868: Karl Mathy – zugleich Staats- und Handelsminister
- 1868–1893: Moritz Ellstätter
- 1893–1904: Adolf Buchenberger
- 1904–1906: Eugen Becker
- 1906–1910: Max Honsell
- 1910–1918: Josef Rheinboldt
- 1918–1920: Joseph Wirth
- 1920–1927: Heinrich Köhler
- 1927–1931: Josef Schmitt
- 1931–1933: Wilhelm Mattes
- 1933–1945: Walter Köhler